# David Constantine

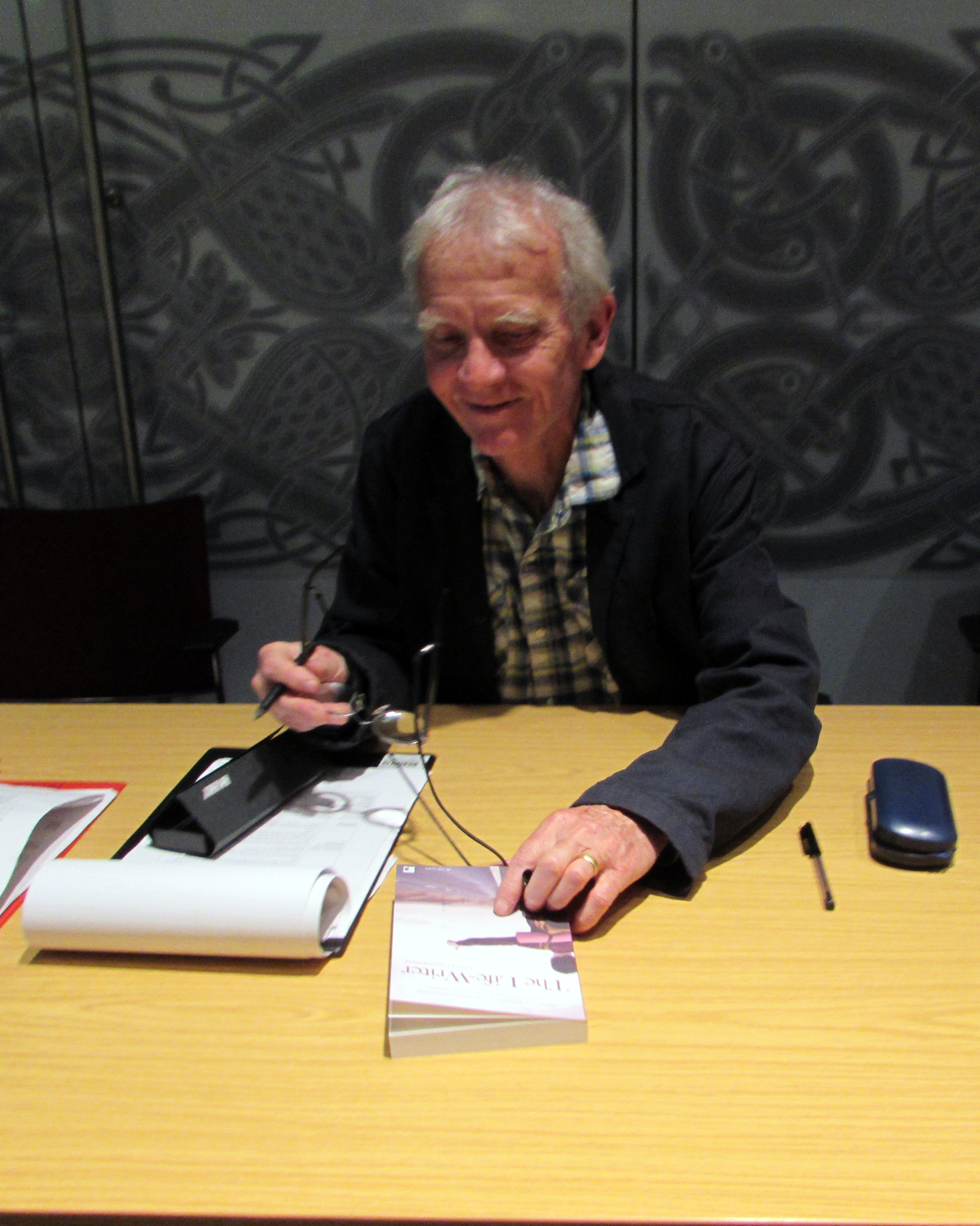
David Constantine (2015)

David John Constantine (geboren 1944 in Salford) ist ein britischer Germanist, Schriftsteller und Übersetzer.

## Leben
David Constantine studierte Sprachen am Wadham College der University of Oxford. Von 1969 bis 1981 lehrte er Germanistik an der Durham University und danach bis 2000 an der University of Oxford. Er ist Fellow am Queen’s College, Oxford.
Constantine war Mitherausgeber der Zeitschrift Modern Poetry in Translation. Zusammen mit dem irischen Schriftsteller Bernard O’Donoghue ist er beim Verlag Carcanet Press Herausgeber der Buchreihe Oxford Poets.
Constantine übersetzte Texte und Gedichte von Friedrich Hölderlin, Bertolt Brecht, Johann Wolfgang von Goethe, Heinrich von Kleist und aus dem Französischen von Henri Michaux und Philippe Jaccottet. Die Übersetzung von ausgewählten Gedichten Friedrich Hölderlins erhielt 1990 den European Poetry Translation Prize. Denselben Preis, nun unter dem Namen Popescu Prize, erhielt er für die Übersetzung von Hans Magnus Enzensbergers Gedichtband Leichter als Luft (Lighter than Air). Beim Verlag Penguin hatte er einen Vertrag für die Übersetzung von Goethes Faust; Faust: the first part of the tragedy erschien 2004, der zweite Teil 2009.
Constantine wurde für verschiedene Literaturpreise nominiert und 1986 für Early Greek Travellers and the Hellenic Ideal mit dem erstmals vergebenen Runciman Award ausgezeichnet; 2002 erhielt er den Cholmondeley Award für Lyrik. 2020 wurde er mit der Queen’s Gold Medal for Poetry geehrt. Er war für eine Zeit Juryvorsitzender des T. S. Eliot Prize. 2015 wurde seine Kurzgeschichte In einem anderen Land von Regisseur Andrew Haigh für den Film 45 Years adaptiert.
Constantine ist mit der Übersetzerin Helen Constantine verheiratet, sie haben zwei Kinder.

## Werke (Auswahl)
- The significance of locality in the poetry of Friedrich Hölderlin. The Modern Humanities Research Association, London 1979.  Dissertation
- Watching for the Dolphins. 1983 (Alice Hunt Bartlett Prize, 1983)
- Early Greek Travellers and the Hellenic Ideal. Cambridge University Press, 1984
- Davies and Fields of Fire: A Life of Sir William Hamilton. Roman. 1985
- Hölderlin. Clarendon Press, Oxford 1988, ISBN 0-19-815788-6 (korrigierte 2. Auflage 1990)
  - Friedrich Hölderlin. Übersetzung aus dem Englischen. Beck, München 1992, ISBN 978-3-406-35050-4.
- Selected Poems. 1991
- Caspar Hauser : a poem in nine cantos. Bloodaxe Books, Newcastle upon Tyne 1994.
- The Pelt of Wasps. 1998
- Something for the Ghosts. 2002
  - Etwas für die Geister. Gedichte. Englisch-Deutsch. Übersetzung Johanna Dehnerdt, Hauke Hückstädt. Wallstein, Göttingen 2007.
- Collected Poems. 2004
- Under the Dam. Kurzgeschichten. 2005
- The Shieling. Kurzgeschichten. 2009
- Nine Fathom Deep. Gedichte. 2009
- Tea at the Midland and Other Stories. 2012
- Poetry: The Literary Agenda. 2013
- In another Country. 2015
  - Wie es ist und war. Erzählungen. Übersetzung Dirk van Gunsteren. Antje Kunstmann, München 2017, ISBN  978-3-95614-198-0.

Übersetzungen
- German short stories = Deutsche Kurzgeschichten. Harmondsworth: Penguin, 1976
- German short stories 2 = Deutsche Kurzgeschichten 2. Harmondsworth: Penguin, 1976
- Friedrich Hölderlin: Selected Poems. Newcastle upon Tyne: Bloodaxe, 1990
- Friedrich Hölderlin: Holderlin's Sophocles: Oedipus and Antigone. Newcastle upon Tyne: Bloodaxe, 2001
- Heinrich von Kleist: Selected writings. London: J.M. Dent, 1997
- Hans Magnus Enzensberger: Lighter than Air: Moral Poems. 2002
- Volker Braun: Rubble Flora: Selected Poems. Übersetzung mit Karen Leeder. London: Seagull, 2014
- Bertolt Brecht: Love Poems. Übersetzung mit Tom Kuhn. New York: Liveright Publishing Corporation, 2015